# Puertoricaanse amazone
De Puertoricaanse amazone (Amazona vittata) is een amazonepapegaai die uitsluitend voorkomt op Puerto Rico en daar ernstig wordt bedreigd in zijn voortbestaan.

## Beschrijving
De Puertoricaanse amazone is 28 tot 30 cm lang, relatief klein voor een amazonepapegaai. Hij weegt gemiddeld 275 gram. Het mannetje en het vrouwtje verschillen onderling niet. Het verenkleed is overwegend groen, maar de veren hebben blauwe randen. De handpennen van de vleugel en de vleugeldekveren zijn donkerblauw. De veren aan de onderkant van de vleugel (te zien in vlucht) zijn helder blauw. De staartpennen hebben een groengele glans. De buik en borst zijn bleker groen gekleurd met iets van geel. Rond de snavel zijn rode veertjes, rond het oog zit een ovale, witte vlek. De iris is donkerbruin. De snavel is licht en de poten zijn lichtbruin tot geel. Het verenkleed van onvolwassen vogels lijkt op dat van de ouderen.

## Voorkomen en leefgebied
Ooit was de Puertoricaanse amazone een veel voorkomende papegaai in tropisch regenwoud zowel in laagland als in heuvelland, maar ook in mangrovebos. Ron de jaren 1930 waren er nog 2000 exemplaren. Het huidige leefgebied is 16 km² groot en ligt in het berggebied Luquillo Moutains in heuvelland tussen de 200 en 600 m boven de zeespiegel. Dit is nog maar 0,2% van het oorspronkelijke verspreidingsgebied. Dankzij inspanningen van natuurbeschermingsorganisaties is deze vogel niet uitgestorven. Vogels worden in gevangenschap gekweekt en daarna weer uitgezet. In 1989 waren er 47 exemplaren in het wild maar een jaar later nog maar 23 door een orkaan (Hugo). In 1992 waren er 22 vogels in het wild en nog 58 in gevangenschap. Rond de eeuwwisseling waren er ongeveer 40 in het wild en 100 in gevangenschap. In 2011 werd het aantal in het wild geschat op 50 tot 70 exemplaren.
De soort telt twee ondersoorten:
- A. v. vittata: Puerto Rico.
- A. v. gracilipes: Culebra (nabij Puerto Rico) (uitgestorven in 1912).[1]

## Status als ernstig bedreigde soort
De voornaamste bedreigingen in 2012 zijn concurrentie om nestgelegenheid, verlies aan kuikens door parasieten, predatie door roofvogels zoals de roodstaartbuizerd (Buteo jamaicensis) (vooral op vogels die uit gevangenschap worden losgelaten om de populatie te versterken) maar ook door mangoesten, zwarte ratten en verwilderde katten. Daarnaast zijn orkanen, die door klimaatverandering vaker optreden in dit gebied, erg schadelijk. Verder (vooral vroeger) is de illegale vangst een bedreigende factor. In 2018 werd de totale populatie geschat op minder dan 50 volwassen individuen. Daarom staat de Puertoricaanse amazone als ernstig bedreigd op de internationale Rode Lijst van de IUCN.